# 17-ジメチルアミノエチルアミノ-17-デメトキシゲルダナマイシン
17-ジメチルアミノエチルアミノ-17-デメトキシゲルダナマイシン(17-dimethylaminoethylamino-17-demethoxygeldanamycin, 17-DMAG)は、抗生物質のゲルダナマイシンの半合成誘導体である。癌治療への発展性が研究されている。